# Akabia ben Mahalalel
Akabia ben Mahalalel ou Akavia ben Mahalalel,(hébreu : עקביא בן מהללאל) est un sage juif, de la deuxième génération des Tannaïm.

## Biographie
Peu d'information biographique est disponible sur la vie Akabia ben Mahalalel. Il est connu pour son esprit d'indépendance, refusant les honneurs, pour ses convictions.
Il est un contemporain d'Hillel. Avec le décès de Shammai, la position d'Av Beth Din lui est offerte à la condition qu'il abandonne ou renonce à certaines de ses opinions. Il refuse,.
Il est enterré à Achbara ('Akbara), un village relevant de la municipalité de Safed, en Galilée,.

## Paroles d'Akabia ben Mahalalel
- Souviens toi d'où tu viens, où tu te diriges et devant qui tu dois être prêt à rendre compte de tes actes. (Pirkei Avot:3:1.)

Le texte complet se lit ainsi:
"Gardez trois choses à l'esprit et vous ne viendrez pas au péché,
"Sachez d'où vous venez et où vous allez,
"Et devant qui vous devrez rendre compte et s'expliquer.
"D'où venez-vous ? D'une goutte putride.
"À quel endroit allez-vous? Vers un lieu de poussière, de vers et d'asticots.
"Et devant qui devrez-vous rendre compte et s'expliquer.
עֲקַבְיָא בֶן מַהֲלַלְאֵל אוֹמֵר:
הִסְתַּכֵּל בִּשְׁלשָׁה דְבָרִים וְאֵין אַתָּה בָא לִידֵי עֲבֵרָה:
דַּע מֵאַיִן בָּאתָ, וּלְאָן אַתָּה הוֹלֵךְ,
וְלִפְנֵי מִי אַתָּה עָתִיד לִתֵּן דִּין וְחֶשְׁבּוֹן.
מֵאַיִן בָּאתָ? מִטִּפָּה סְרוּחָה.
וּלְאָן אַתָּה הוֹלֵךְ? לִמְקוֹם עָפָר רִמָּה וְתוֹלֵעָה.
וְלִפְנֵי מִי אַתָּה עָתִיד לִתֵּן דִּין וְחֶשְׁבּוֹן?
לִפְנֵי מֶלֶךְ מַלְכֵי הַמְּלָכִים, הַקָּדוֹשׁ בָּרוּךְ הוּא.
Ces paroles, mises en chanson, continuent d'être interprétées,.
Elles sont chantées dans des funérailles en Israël mais aussi durant les Jours redoutables (les 10 jours de repentir entre Rosh Hashana et Yom Kippour)et également dans les mariages hassidiques au début de la Mitzvah Tantz.

## Nom de rue
- Il y a une rue Akavia Ben Mahalalel à Asdod, à Bet Shemesh en Israël.